# Marcus Ahlm
Marcus Ahlm, född 7 juli 1978 i Norra Åsum, är en svensk före detta handbollsspelare (mittsexa).

## Handbollskarriär

### Klubblagsspel
Marcus Ahlms moderklubb är Härlövs IF. Han spelade med dem fram till att klubben lades ned. Då bytte han till det dåvarande elitserielaget IFK Kristianstad. Han har även spelat i Elitserien för Alingsås HK och IFK Ystad. I IFK Ystad fick Ahlm sitt genombrott, och sedan 2003 spelar han för den tyska storklubben THW Kiel. 2009 efterträdde han Stefan Lövgren som lagkapten för THW Kiel. 2013 avslutade han handbollskarriären. THW Kiel blev hans sista klubb.

### Landslagsspel
Marcus Ahlms landslagsdebuterade i en träningslandskamp vintern 2001. Han mästerskapsdebuterade under EM 2002 på hemmaplan då Sverige vann guld. Under EM 2008 i Norge var Ahlm en av de bästa mittsexorna i hela turneringen, när Sverige överraskande kom på femte plats.
Efter EM 2008 i Norge tackade han nej till landslagsspel.

## Meriter

### Med klubblag
- Champions League-mästare tre gånger (2007, 2010 och 2012) med THW Kiel
- EHF-cupmästare 2004 med THW Kiel
- Europeisk supercupmästare 2007 med THW Kiel
- Tysk mästare åtta gånger (2005, 2006, 2007, 2008, 2009, 2010, 2012 och 2013) med THW Kiel
- Tysk cupmästare fyra gånger (2007, 2008, 2009 och 2011) med THW Kiel

### Med landslag
- Silver vid U21-VM 1999
- EM-guld 2002

### Individuella utmärkelser
- Årets handbollsspelare i Sverige säsongen 2004/2005